# Dictya brimleyi
Dictya brimleyi är en tvåvingeart som beskrevs av Steyskal 1954. Dictya brimleyi ingår i släktet Dictya och familjen kärrflugor. Inga underarter finns listade i Catalogue of Life.